# William Blount (4e baron Mountjoy)
Pour les articles homonymes, voir William Blount et Blount.
 (mars 2016).

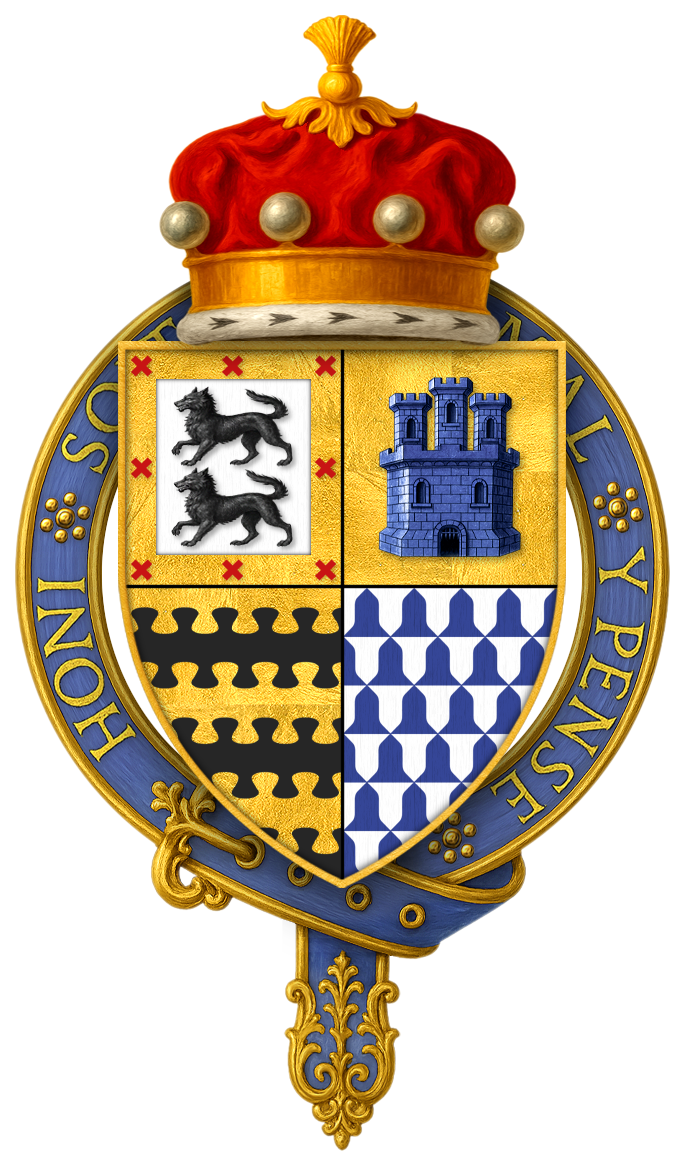
Armoiries de William Blount, IVe baron Mountjoy, KG: À fasce nébulée de six or et sable

William Blount, 4e baron Mountjoy (né vraisemblablement à Barton Blount, Derbyshire, en 1478 – mort en 1534), chevalier de l'ordre de la Jarretière, est un courtisan et bel esprit  anglais. Ce mécène fut en son temps l'une des plus grosses fortunes d'Angleterre.

## Biographie
William Blount, fils aîné de John Blount (1450 † 1485) et de Lora Berkeley († 1501), fille d’Édouard Berkeley († 1506) de Beverston, Gloucestershire, est né au domaine de Barton Blount (Derbyshire). À la mort de son mari en 1485, Lora Berkeley se remarie avec Sir Thomas Montgomery (†  1495), puis avec le comte d'Ormonde Thomas Butler († 1515), le grand-père de Thomas Boleyn . Blount fut élève d'Érasme, qui disait de lui qu'il était inter nobiles doctissimus (« le plus érudit des nobles »). Il comptait parmi ses amis John Colet, Thomas More et William Grocyn.
En 1497 il fut chargé d’un commandement dans la répression de Perkin Warbeck. En 1509 il obtenait la charge de maître de la Monnaie. En 1513 il fut nommé gouverneur militaire de Tournai : ses lettres au cardinal Wolsey et au roi Henri VIII, conservées à la British Library, disent assez quel traitement impitoyable il imposa à cette ville.
En 1520, il était de la suite d'Henri VIII au camp du Drap d'Or, et en 1522 à l'entrevue de son roi avec Charles Quint. Chambellan de la Reine depuis 1512, il fut chargé d'annoncer à Catherine d'Aragon que le roi Henri VIII la répudiait. Il était également signataire de la lettre au pape le menaçant de dénoncer son autorité sur l’Église d'Angleterre s'il n'approuvait pas le divorce.
Mountjoy mourut le 8 novembre 1534 et fut inhumé dans le domaine familial de Barton Blount.

## Mariages et descendance
Mountjoy s'est marié quatre fois :
- D'abord à Pâques 1497, avec Elizabeth Say (morte avant 1506[1]), fille et cohéritière de Sir William Say d’Essenden, Hertfordshire, qui lui donna une fille :
  - Gertrude Blount, qui deviendra dame de compagnie de la reine Marie (1553-1558), et épousera le 25 octobre 1519 Henri Courtenay (né en 1498-1538), ordre de la Jarretière, membre du Cabinet, fils aîné de William Courtenay par sa femme Catherine d'York, fille du roi Édouard IV.
- puis en secondes noces, et avant la fin juillet 1509, Inès de Venegas[1],[3], l'une des suivantes espagnoles de Catherine d'Aragon alors princesse de Galles.
- En troisièmes noces, avant février 1515, Mountjoy épousa Alice Keble († 8 juin 1521), fille d'Henry Keble, lord-maire de Londres en 1510 et veuve de Sir William Browne (d.1514), Lord-maire de Londres en 1513. Elle mourut en 1521 et fut inhumée dans le cimetière londonien de Greyfriars[4],[5]. D’Alice il eut plusieurs enfants :
  - Charles Blount, son fils aîné et héritier, qui fut comme son père un grand mécène[2]
  - Catherine Blount (née vers 1518 - 25 février 1559), qui épousa en premières noces John Champernowne de Modbury, dans le Devon, et en secondes noces Sir Maurice Berkeley († 1581) of Bruton, Somerset.
- En quatrièmes noces, avant le 29 juillet 1523, Mountjoy épousa Dorothy Grey (fille de Thomas Grey par sa femme Cecily Bonville (la plus riche héritière de son temps) et veuve de Robert Willoughby. Dorothy Grey était une sœur d'Henry Grey (1517-1554), père de Lady Jane Grey (1536/1537-1554), la Reine de neuf jours. De Dorothy il eut aussi plusieurs enfants [1],[6], tous cousins au premier degré de Lady Jane Grey:
  - John Blount
  - Mary Blount, qui fut la première femme de Robert Denys (d.1592) de Holcombe Burnell dans le Devon[7].
  - Dorothy Blount, qui se maria avec John Blewett (d.1585) de Holcombe Rogus dans le Devon[8].